# Kanton Beaumetz-lès-Loges
Kanton Beaumetz-lès-Loges [bómec lélóž] (francouzsky Canton de Beaumetz-lès-Loges) byl francouzský kanton v departementu Pas-de-Calais v regionu Nord-Pas-de-Calais. Tvořilo ho 29 obcí. Zrušen byl po reformě kantonů 2014.

## Obce kantonu
- Adinfer
- Agnez-lès-Duisans
- Bailleulmont
- Bailleulval
- Basseux
- Beaumetz-lès-Loges
- Berles-au-Bois
- Berneville
- Blairville
- Boiry-Sainte-Rictrude
- Boiry-Saint-Martin
- La Cauchie
- Ficheux
- Fosseux
- Gouves
- Gouy-en-Artois
- Habarcq
- Haute-Avesnes
- Hendecourt-lès-Ransart
- La Herlière
- Mercatel
- Monchiet
- Monchy-au-Bois
- Montenescourt
- Ransart
- Rivière
- Simencourt
- Wanquetin
- Warlus